# Wegkreuz (Wermerichshausen, Steggasse)

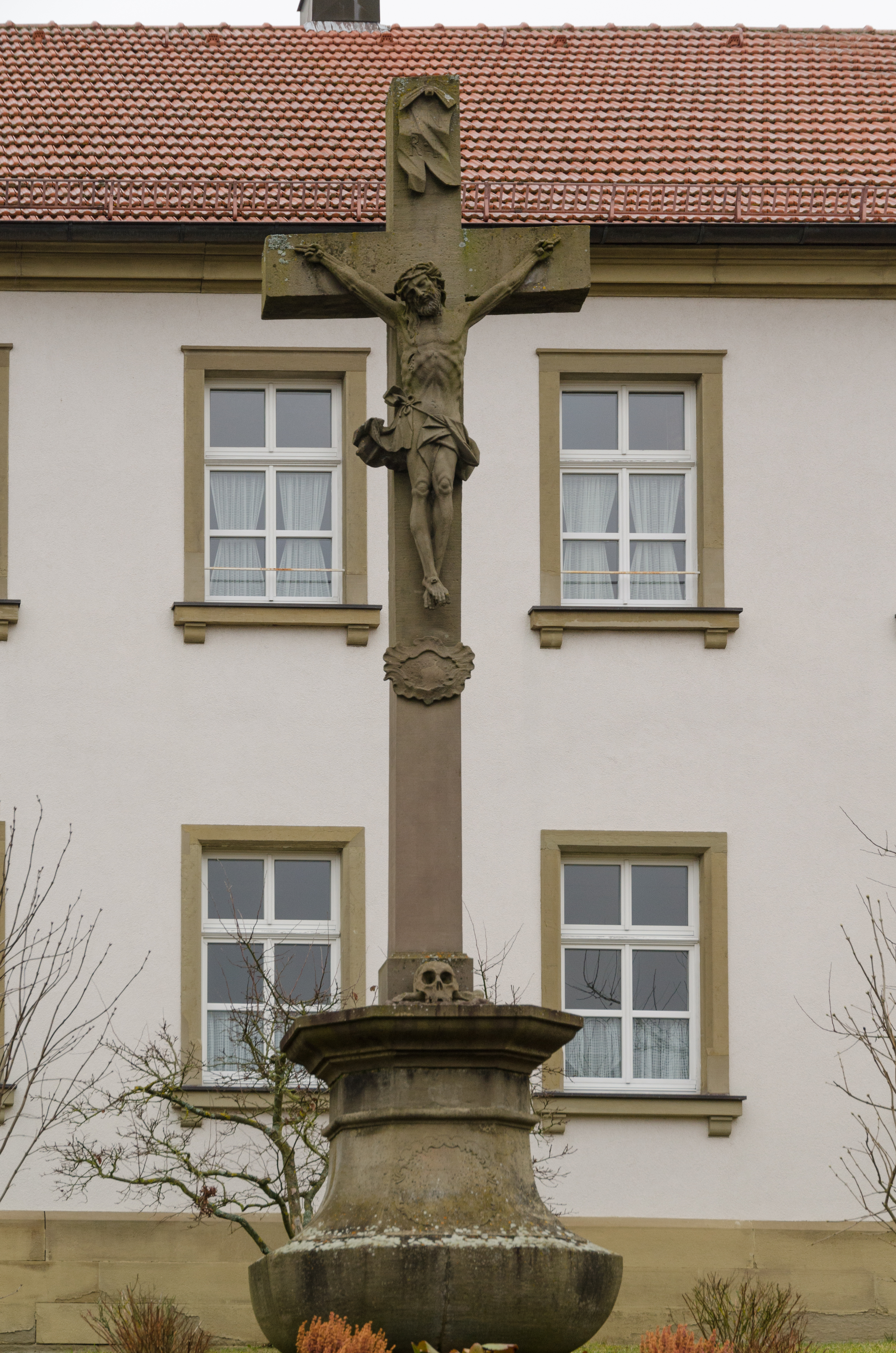
Wegkreuz in Wermerichshausen, Steggasse.

Das Wegkreuz Steggasse befindet sich in Wermerichshausen, einem Gemeindeteil des Marktes Münnerstadt im unterfränkischen Landkreis Bad Kissingen in der Steggasse.
Das Wegkreuz gehört zu den Baudenkmälern von Münnerstadt und ist unter der Nummer D-6-72-135-267 in der Bayerischen Denkmalliste registriert.

## Beschreibung
Das Wegkreuz besteht aus Sandstein und entstand im Jahr 1757.
Auf dem 140 cm hohen Sockel ist in einem Schriftfeld folgende Inschrift zu lesen:

„Effigiem

Christi si transis

semper honora

Non tamen effigiem sed

quem designat adora

O Mensch Betracht Den Heyland Dein

Den Dir Fürstellt Dieß Bild aus stein

Sein Leiden tieff zu Hertzen fasse

Das Steinern Bild ein stein sein lasse

I. G. S.

anno

1757“

An dem etwa 3 m hohen Kreuzesstamm befinden sich ein Korpus und eine INRI-Inschrift. Unter der Figur befindet sich in einer barocken Kartusche eine unleserliche Inschrift.
Ein Totenkopf mit Knochen erinnert am Kreuzesstamm an die Vergänglichkeit alles Diesseitigen.
Das hohe Wegkreuz wird von einer eisernen Verstrebung gestützt.